# Tipula bergrothiana
Tipula bergrothiana är en tvåvingeart som beskrevs av Alexander 1918. Tipula bergrothiana ingår i släktet Tipula och familjen storharkrankar. Inga underarter finns listade i Catalogue of Life.